# Haker (film 2002)
Haker – polska komedia sensacyjna z 2002 roku w reżyserii Janusza Zaorskiego.
Film kręcono w okresie 16 marca—25 kwietnia 2001 roku w następujących miejscach plenerowych: w Warszawie (Pałac Kultury i Nauki, Most Świętokrzyski, ul. Ossolińskich, Galeria Mokotów przy ul. Wołoskiej), Walewicach (stadnina koni), Konstancinie-Jeziornie oraz w Kalifornii (Los Angeles, plaża w Santa Monica, okolice Malibu).
Ostatni etap filmu miał być kręcony na 86 piętrze World Trade Center, zaczynając od 10 września 2001 roku, dzień przed zamachem , jednak Janusz Zaorski został jurorem festiwalu w Gdyni i zrezygnował z pomysłu.

## Obsada
- Bartosz Obuchowicz – Marcin „McFly” Makowski
- Kasia Smutniak – Laura
- Piotr Miazga – Adam „Turbo” Nowak
- Bogusław Linda – Tosiek „Linda”
- Marek Kondrat – Burza
- Paweł Wilczak – Kosa
- Paweł Deląg – Daniel
- Cezary Morawski – Roman
- Anna Wojton − matka Adama
- Tomasz Dedek − ojciec Adama
- Dorota Zięciowska − członkini komisji egzaminacyjnej
- Wojciech Skibiński − członek komisji egzaminacyjnej
- Giovanni Pampilione – Matteo Zanetti
- Maria Kaniewska – żona profesora Brzósko-Sochackiego
- Paul Freeman – Prezes MIT
- Maggie Scott – sekretarka prezesa MIT
- Janusz Zaorski – facet w kinie
- Aleksander Mikołajczak − kasjer w hipermarkecie

## Fabuła
Marcin Makowski „Mac Fly” i Adam Nowak „Turbo” to przyjaciele z ławy szkolnej. Łączą ich dwie rzeczy – mianowicie filmy z cyklu Powrót do przyszłości oraz hakerstwo. Pewnego dnia do Turbo zgłasza się jego koleżanka – maturzystka Laura. Dziewczyna prosi go o pomoc w matematyce. Turbo składa Marcinowi propozycję – pomoże mu zdobyć Laurę. W tym celu licealiści włamują się na konta bankowe i przelewają ogromne sumy pieniędzy. Na trop zdolnych hakerów wpada jednak skorumpowany oficer CBŚ, Burza (Marek Kondrat). Postanawia wykorzystać zdolności nastolatków do własnych celów. Zleca gangsterowi Kosie (Paweł Wilczak), który dla niego pracuje, aby zmusił Marcina i Turbo do „współpracy”. Zastraszeni Nowak i Makowski zgadzają się.

## Ścieżka dźwiękowa
Haker – ścieżka dźwiękowa do filmu ukazała się 9 września 2002 roku nakładem wytwórni muzycznej BMG Poland. Na płycie znalazły się piosenki m.in. takich wykonawców jak: Andrzej Smolik, Futro i Stereophonics. Na albumie znalazły się także dwa utwory napisane przez Marka Kościkiewicza specjalnie na potrzeby filmu „Dziewczyny hakera” w wykonaniu piosenkarki Fiolki Najdenowicz oraz „Numer o hakerach” w wykonaniu rapera Funky’ego Filona.
Lista utworów
1. Touch and Go – „Straight To Number One”
2. Futro – „Where is...”
3. Moloko – „The Time Is Now”
4. Andrzej Smolik – „T.Time”
5. Stereophonics – „Have A Nice Day”
6. Antosh – „What Fuels Your Fire”
7. Zero – „Give It Away”
8. Fiolka Najdenowicz – „Dziewczyny hakera”
9. Funky Filon – „Numer o hakerach”
10. Eskobar feat. Heather Nova – „Someone New”
11. Kent – „Music non stop”
12. Homosapiens – „Elephant”
13. Mercury Rev – „Nite And Fog”
14. Spiritualized – „Stop Your Crying”
15. Placebo – „Passive Aggressive”
16. The Wannadies – „Big Fan”
17. Death in Vegas – „Aisha”
18. Cool Kids of Death – „Cool Kids Of Death”